# Chiesa di San Marco Evangelista (Brescia)
La chiesa di San Marco Evangelista è una chiesa di Brescia, situata in via Laura Cereto, sullo sfondo della lunga piazzetta in cui si trasforma la via nei suoi pressi. La chiesa, inoltre, si trova a pochi passi da piazza del Foro e dal Capitolium. Costruita alla fine del Duecento, ha oltrepassato indenne tutti i secoli successivi e, pertanto, può essere vista come l'unica delle probabilmente trenta o quaranta chiese fondate sopra o nei pressi del Colle Cidneo fra il VII secolo e il Trecento ad essere giunta fino a noi nelle sue forme originali. Conserva tracce degli originali affreschi e una tela di Pietro Marone.

## Storia
La chiesa viene costruita alla fine del Duecento secondo le linee dell'architettura romanica e, al tempo, non doveva essere molto diversa dalle numerose chiese, molte di fondazione precedente, che affollavano la zona di piazza del Foro e, in particolare, quel versante del Colle Cidneo. La chiesa passa completamente indenne tutti i secoli successivi, mentre tutte le altre vengono distrutte o ricostruite, tant'è che oggi si può considerare come l'unica delle probabilmente trenta o quaranta chiese fondate sopra o nei pressi del colle ad essere giunta fino a noi nelle sue forme originali. Unico intervento rilevabile che sia degno di una nota è l'apertura di una finestra rettangolare al di sopra del portale d'ingresso, in sostituzione all'originario rosone. Dopo le requisizioni operate dal governo napoleonico del 1797 l'edificio viene chiuso e abbandonato a lungo, almeno fino agli anni trenta del Novecento, quando viene inserito nei progetti di rivalutazione di piazza del Foro, i quali prevedevano di liberarne l'abside demolendo gli edifici residenziali medievali prospicienti. Nessun lavoro, però, verrà mai eseguito e la chiesa mantiene ancora oggi l'aspetto originale. Attualmente è sede di un'associazione cattolica, ma è ancora consacrata e vi si svolge regolarmente messa il sabato pomeriggio.

## Struttura e opere
Esternamente, la chiesa mostra intatta la veste romanica assunta al momento dell'edificazione, alla fine del Duecento. Le dimensioni dell'edificio sono molto contenute e misura solamente circa sei metri di lunghezza, più l'abside semicircolare sporgente. Tutta la costruzione è stata realizzata in medolo, una pietra biancastra locale. L'intera linea di gronda, compresa quella dell'abside, è decorata da una spessa cornice in cotto a dentelli e archetti incrociati, tipica dell'epoca. In facciata si apre un portale architravato con lunetta, impianto forse frutto di una revisione dell'ingresso originario, sormontato da una finestra rettangolare aperta successivamente alla fondazione, in sostituzione dell'originario rosone. Date le dimensioni della chiesa, comunque, è probabile che si trattasse di un semplice oculo. Sul fianco libero della chiesa, inoltre, sono poste in sequenza tre monofore e un ingresso laterale, anche questo di apertura successiva. Un'ultima monofora si apre sull'abside, non al centro ma verso sud.
All'interno, la chiesa è a navata unica, molto semplice. La copertura, comunque intuibile anche dall'esterno, è in legno a vista. Sono presenti tracce degli originali affreschi di fine Duecento e una tela di Pietro Marone.

## Galleria d'immagini

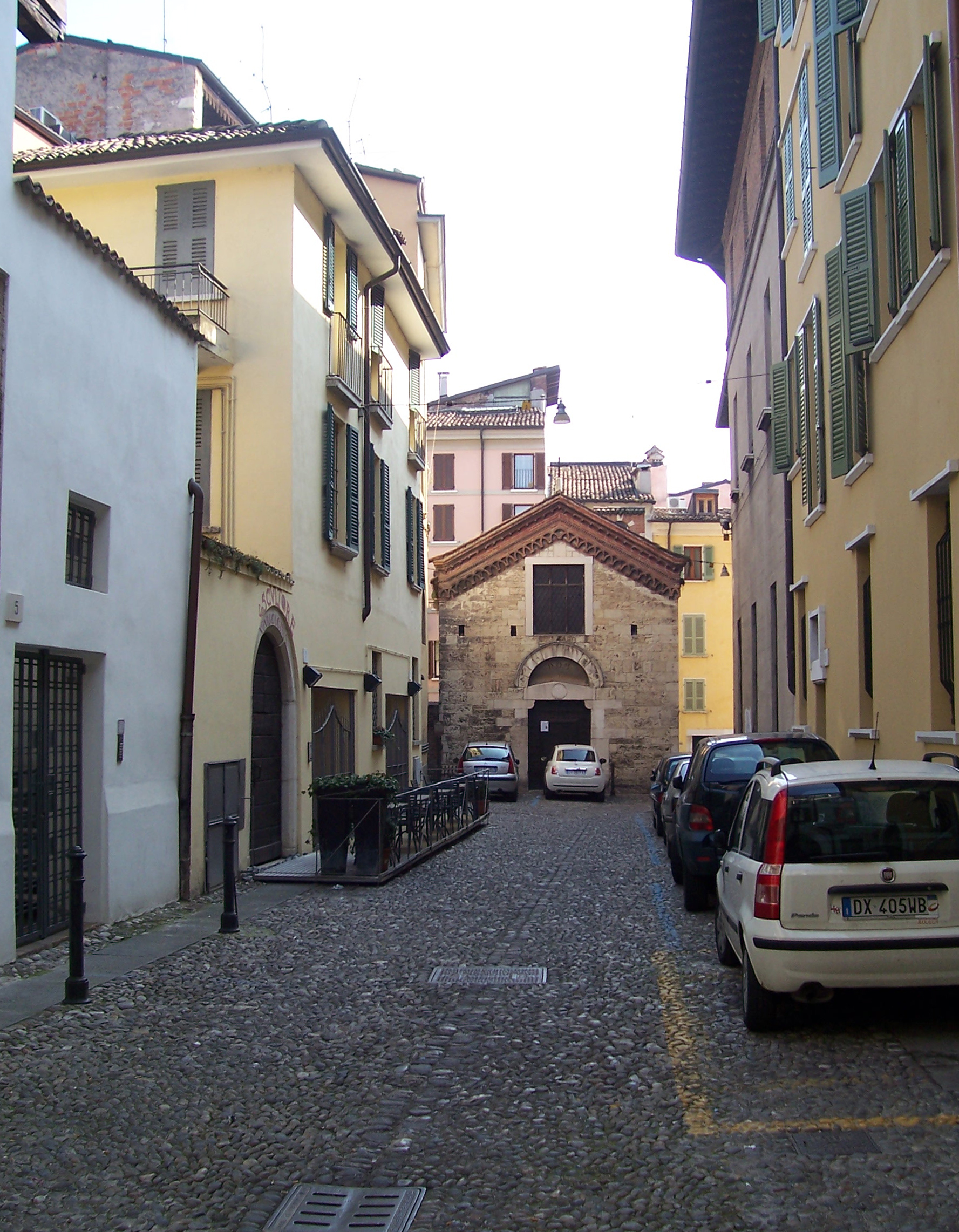
La chiesa vista dalla piazzetta di via Laura Cereto
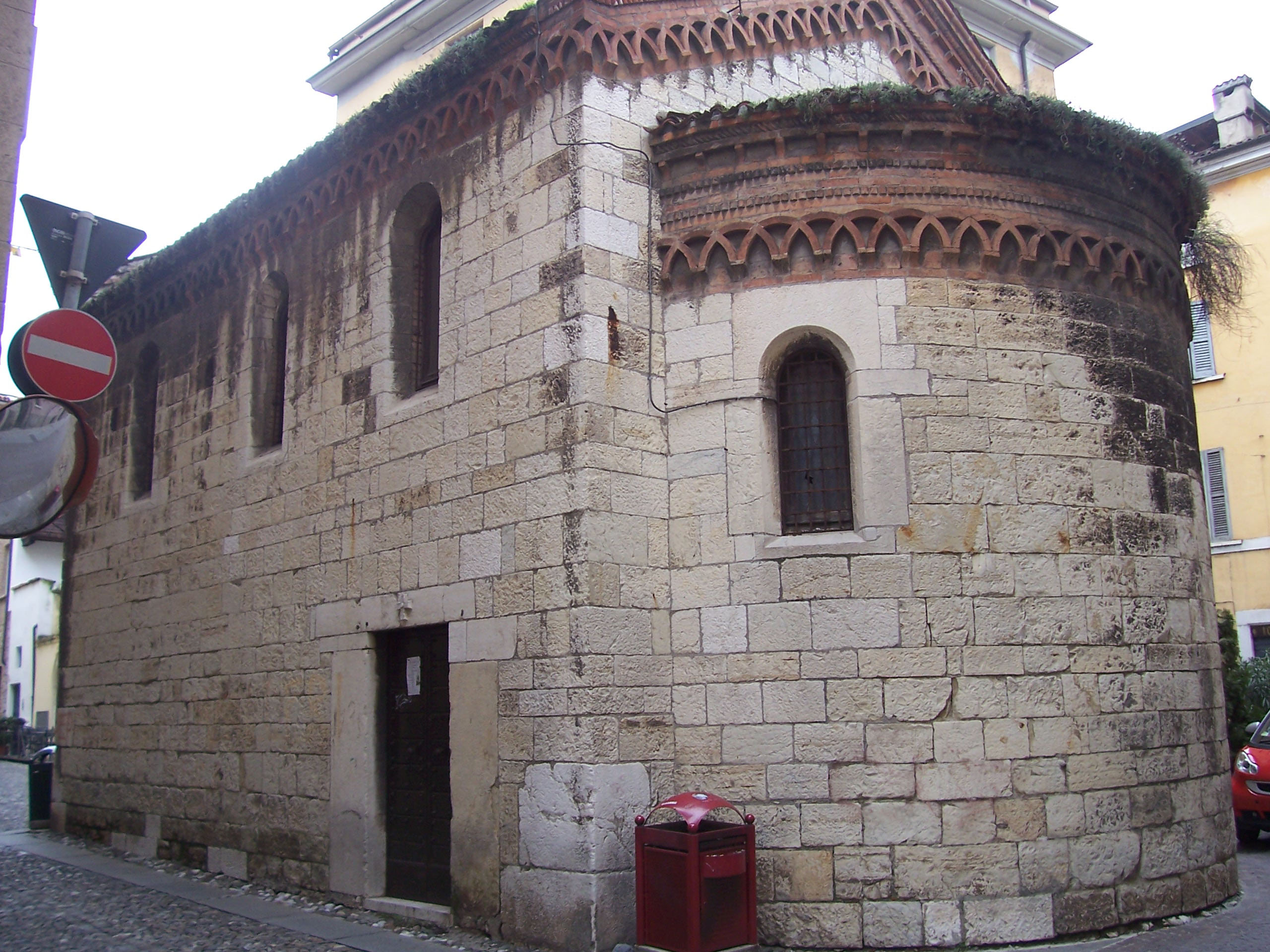
Vista dell'abside e del fianco libero
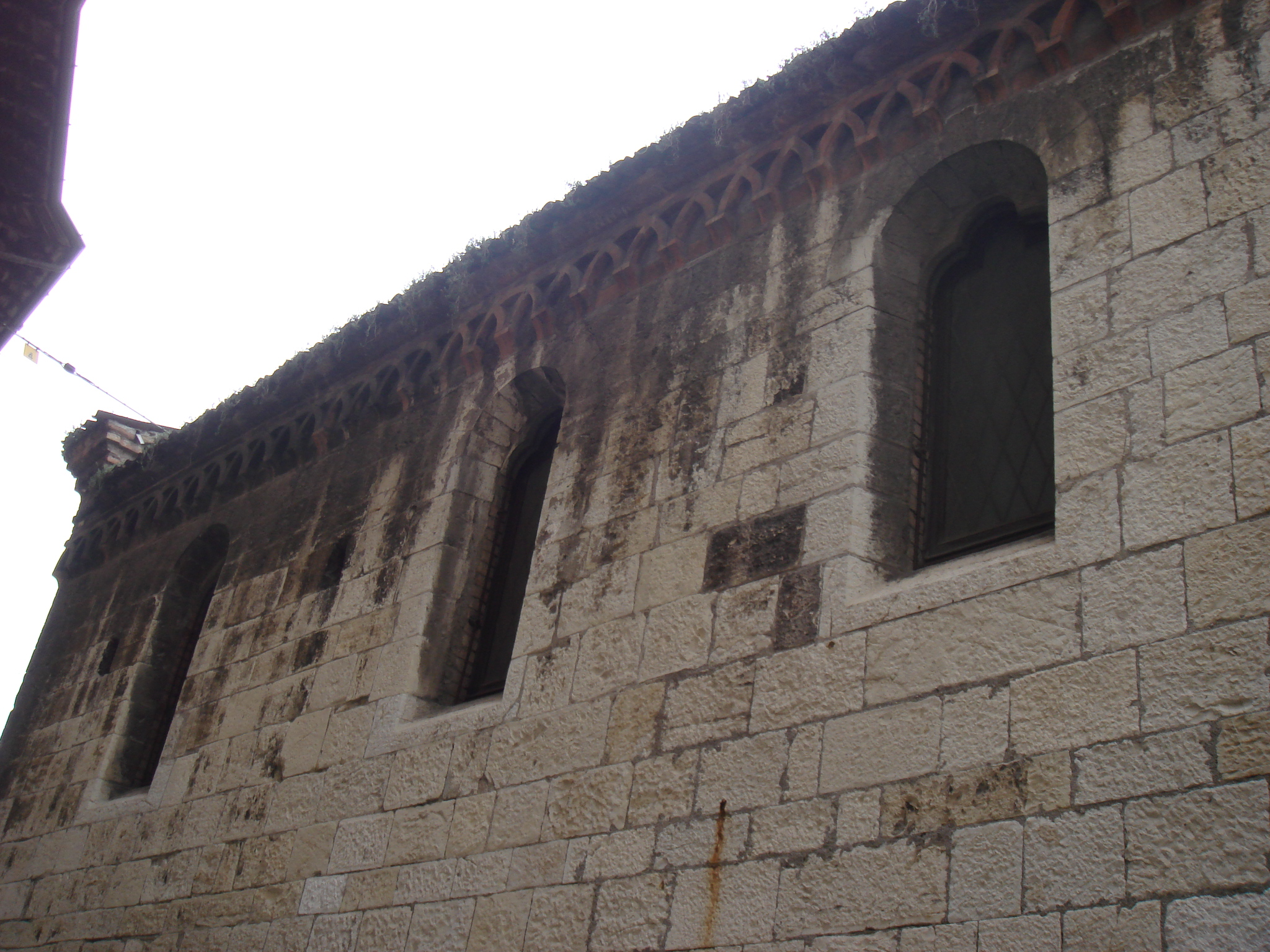
Il fianco con le tre monofore
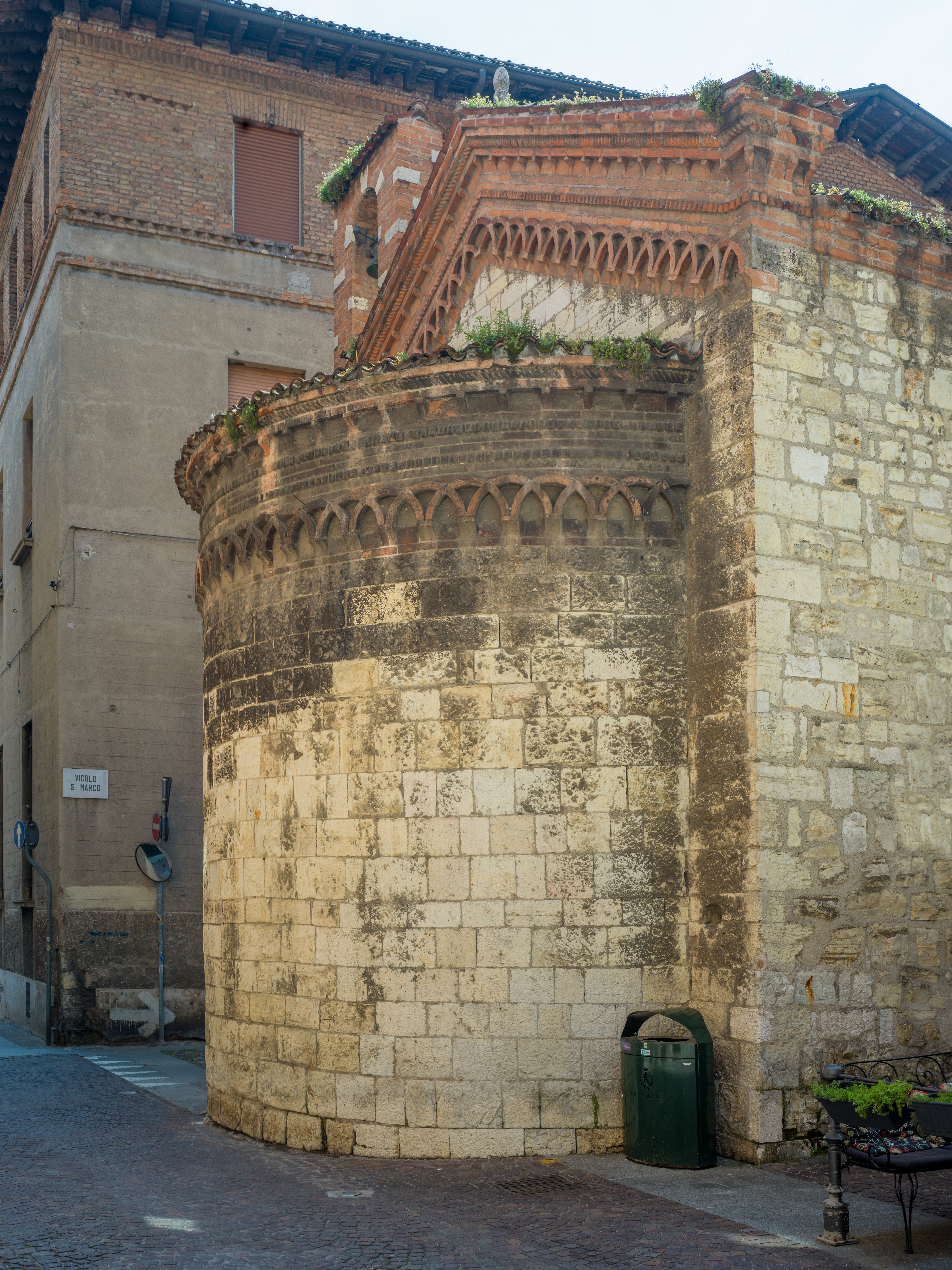
L'abside vista da via Cattaneo